# 白芷

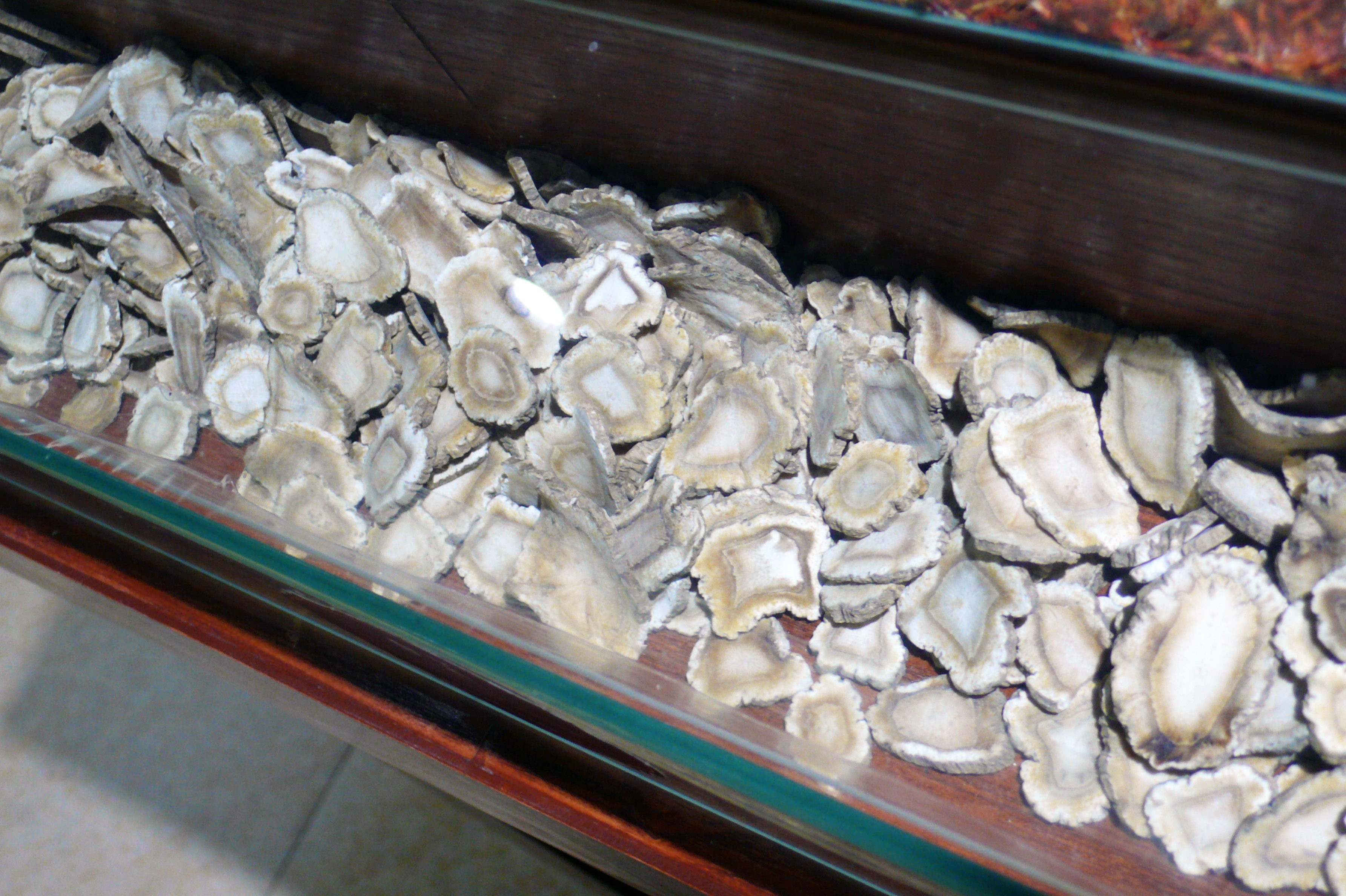
中药白芷饮片。

白芷（学名：Angelica dahurica），又名虈、𦬖薋、川芷、香白芷、白茝、苻蘺、苙，为伞形科当归属的植物。分布在中国大陆的东北及华北等地，生长于海拔200米至1,500米的地区，一般生于林下、林缘、溪旁、灌丛和山谷草地。约60种。为多年生草本，广布北温带和热带山区。普通白芷植株高达4米，茎粗壮，具红斑；花序白色，直径达0.5米；各地已作为观赏植物栽培。

## 别名
兴安白芷（中国高等植物图鉴）、河北独活（北京植物志）、牛防风（大英百科全书）大活、香大活、走马芹、走马芹筒子（东北）、狼山芹（黑龙江）

## 中藥

### 性味歸經
辛、溫；入肺、胃經。

### 作用
- 感冒頭痛鼻塞。
- 眉稜骨痛、牙痛及鼻淵引起之頭脹痛。
- 瘡瘍腫痛，毒蛇咬傷。
- 婦女寒濕白帶。
- 本品有興奮中樞神經及抗菌作用。

### 使用注意
陰虛血熱者忌用。

## 延伸阅读
[在维基数据编辑]
 《欽定古今圖書集成·博物彙編·草木典·白芷部》，出自陈梦雷《古今圖書集成》
 《植物名實圖考·白芷》，出自吳其濬《植物名實圖考》